# Gallions Reach (DLR)
Gallions Reach (en anglais : Gallions Reach DLR station), est une station de la ligne de métro léger automatique Docklands Light Railway (DLR), en zone 3 Travelcard. Elle  est située sur l'Atlantis Avenue, à Beckton dans le borough londonien de Newham sur le territoire du Grand Londres.

## Situation sur le réseau

Plan de la ligne du métro léger DLR.

Située en aérien, Gallions Reach est une station, de la branche est Canning Town - Beckton, de la ligne de métro léger Docklands Light Railway, elle est établie entre la station terminus Beckton et la station Beckton Park, en direction de Canning Town. En direction de Beckton s'intercale un dispositif de croisement des rames pour accéder au Beckton Depot DLR,. Elle est en zone 3 Travelcard.
Station de passage, elle dispose des deux voies de la ligne encadrées par deux quais latéraux.

## Histoire
La station de passage Gallions Reach est mise en service le 28 mars 1994, lors de l'ouverture de la prolongation de Poplar à Beckton, dite branche est Canning Town - Beckton du Docklands Light Railway (DLR).
En 2016, la fréquentation de la station est de 1,122 millions d'utilisateurs.

## Services aux voyageurs

### Accès et accueil
L'entrée de la station est accessible par la Royal Docks Road. Elle est accessible aux personnes à la mobilité réduite.

### Desserte
La station Gallions Reach DLR est desservie par les rames des relations : Stratford International - Beckton et Tower Gateway - Beckton,.

Installations et desserte
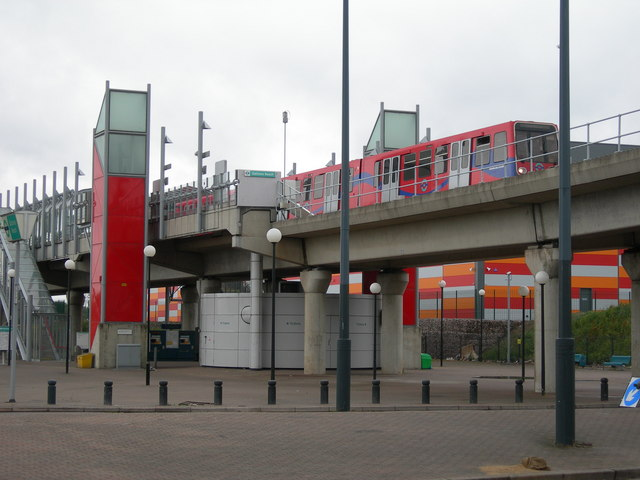
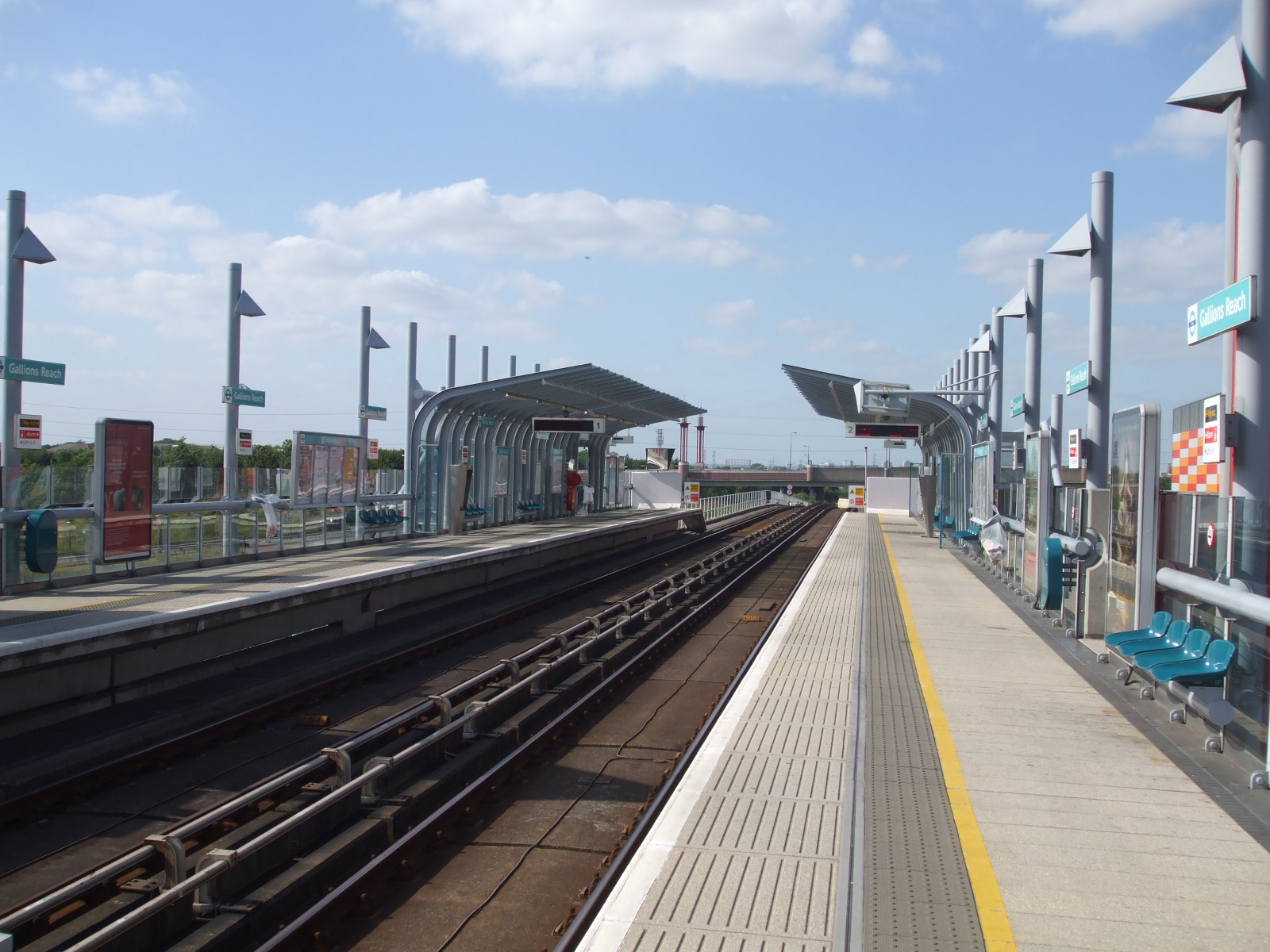

### Intermodalité
Des arrêts de bus sont desservis par les lignes : 101, 262, 366, N551.

## À proximité
- Beckton